# Bubbles (scimpanzé)
Bubbles (nato il 30 aprile 1983) è uno scimpanzé comune, noto per essere stato l'animale domestico del cantante statunitense Michael Jackson. 

## Biografia
Bubbles nacque nel 1983 in una struttura di ricerca di Austin, in Texas, che allevava primati per fare test sugli animali. Sebbene vi siano versioni differenti su come Jackson sia entrato in possesso del primate, molti affermano che Jackson lo avesse acquistato quando esso aveva otto mesi. Pare che l'acquisizione fosse stata supervisionata da Bob Dunn, allora uno dei più famosi fornitori e addestratori di animali di Hollywood. Bubbles venne tenuto nella casa della famiglia Jackson di Encino (a Los Angeles) fino al 1988, anno in cui venne trasferito nel Neverland Ranch appena comprato dal cantante. Bubbles dormiva in una culla nella camera di Jackson, mangiava dolci nel cinema di Neverland, veniva nutrito al tavolo da pranzo, indossava un pannolino e usava il bagno personale di Jackson. Nel 2005, quando l'artista finì sotto processo con l'accusa di aver abusato sessualmente di un minore, i giurati ascoltarono un'intervista videoregistrata in cui egli affermava che i suoi numerosi scimpanzé lo aiutavano nelle faccende domestiche.

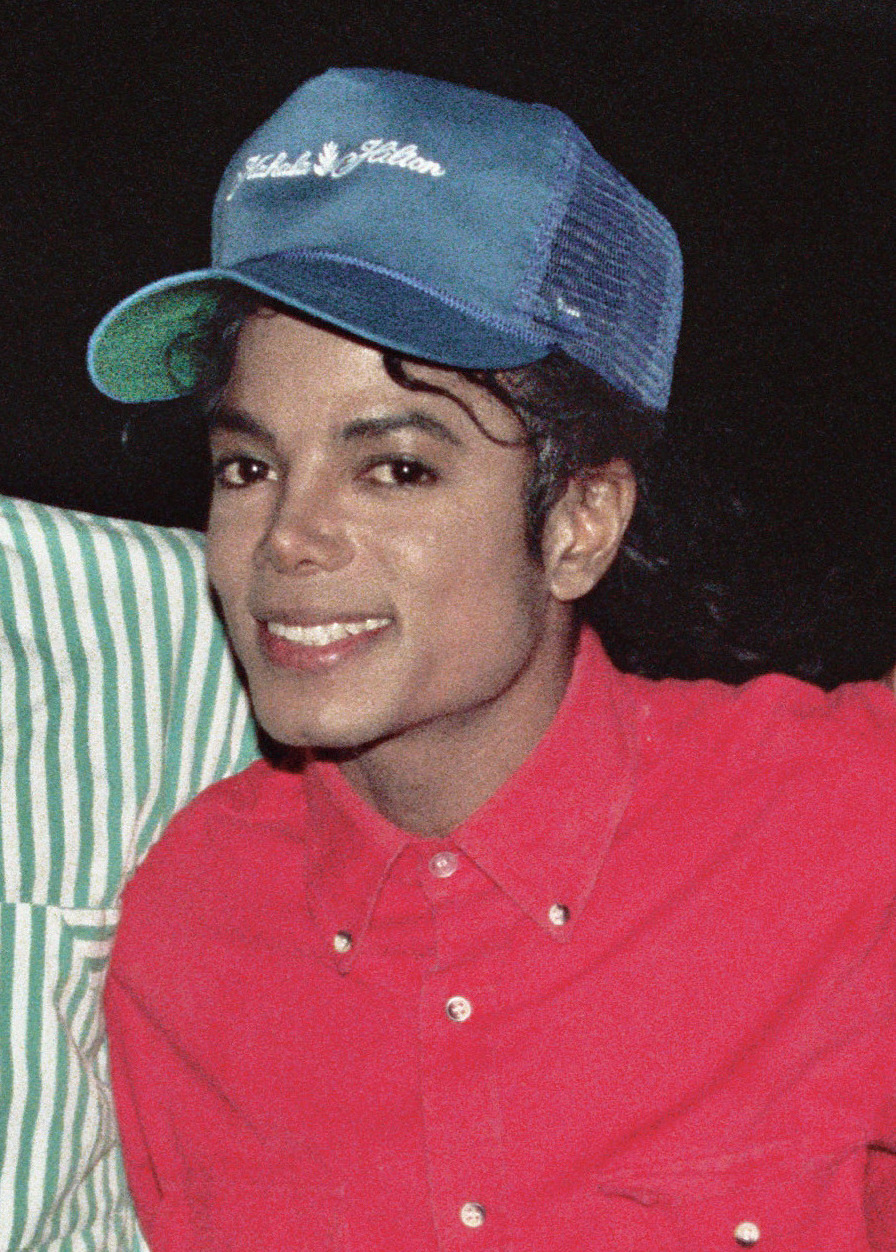
Michael Jackson (1988)

Durante la fine degli anni ottanta, Bubbles fece più volte compagnia alla popstar durante la sua attività artistica. Fu presente durante la registrazione dell'album Bad (1987) e accompagnò Jackson durante le riprese del videoclip dell'omonimo singolo (1987). Bubbles fece anche un cameo nel cortometraggio di Liberian Girl (1989). Lo scimpanzé seguì Jackson durante la tournée mondiale di Bad, iniziata nel settembre del 1987, ma per viaggiare in Giappone, l'animale non fu in grado di entrare in Gran Bretagna e Svezia a causa delle severe leggi sulla quarantena. In questo periodo, Bubbles e Jackson vennero fotografati da Kenny Rogers per il suo libro, Your Friends and Mine (1987).
L'amicizia fra Jackson e Bubbles causò l'ilarità mediatica e l'interesse di molti giornali di gossip. L'insolita scelta di avere uno scimpanzé come animale da compagnia, e più in generale le stravaganze dell'artista, spinse molte testate ad apostrofare l'artista "Wacko Jacko", un nomignolo che egli disprezzava. Si diffusero anche alcune notizie rivelatesi false sul conto di Bubbles, come quella secondo cui esso non fosse una sola scimmia ma una di tante con cui veniva scambiata l'identità.
Nel documentario Living with Michael Jackson del 2003, Jackson dichiarò al giornalista Martin Bashir che Bubbles era diventato aggressivo. Venne pertanto trasferito nel ranch di Bob Dunn a Sylmar, in California. Stando ad alcuni resoconti, nel dicembre del 2003, Bubbles avrebbe tentato il suicidio e fu portato in un ospedale in tempo. Quando venne chiusa la struttura di Dunn nel 2004, Bubbles venne trasferito al Center for Great Apes di Wauchula, in Florida.

Quando Michael Jackson morì il 25 giugno 2009, le organizzazioni giornalistiche riportarono che Bubbles non avesse partecipato al funerale del cantante. Dunn affermò al News of the World:
(Bob Dunn, News of the World)

## Nei media
Nel novembre del 1986, Jackson lanciò Michael's Pets, ovvero dei peluche ispirati agli animali di sua proprietà. Gli animali erano, oltre allo scimpanzé Bubbles, una rana, un cane, un coniglio, un serpente, uno struzzo, una giraffa, un lama e un orso con occhiali da sole e borsalino che rappresenterebbe lo stesso Jackson. La popstar volle far sì che i produttori donassero un dollaro di ogni articolo venduto a un'associazione benefica per bambini.
Nel 1988 l'artista Jeff Koons realizzò tre identiche sculture in porcellana intitolate Michael Jackson and Bubbles e appartenenti alla sua serie Banality. Le sculture mostrano Jackson e Bubbles che indossano abiti dorati in stile militare. Divenute fra le opere più note di Koons, i tre esemplari valevano inizialmente 250.000 dollari l'una. Nel 2001, una delle tre sculture venne messa all'asta e venduta a un offerente telefonico anonimo, che si scoprì poi essere il collezionista d'arte Eli Broad, per 5,6 milioni di dollari. Oggi, la scultura appartiene al Broad di Downtown (Los Angeles). Le altre due copie di Michael Jackson and Bubbles sono conservate al Museum of Modern Art di San Francisco e all'Astrup Fearnley Museum of Modern Art di Oslo.
Nel videogioco Michael Jackson's Moonwalker (1990) di SEGA, Bubbles è presente in ogni livello del gioco, indossa una salopette blue jeans e una maglia rossa, si trova in determinate zone della mappa e concede a M.J. il potere di trasformarsi in robot, come nel film.
Nell'agosto 2009 il Daily Telegraph riportò che Bubbles avrebbe pubblicato un "racconto per tutti" sul suo periodo trascorso con Michael Jackson. Il libro, intitolato Bubbles: My Secret Diary, From Swaziland to Neverland, venne in realtà scritto dal giornalista John Blake in via non ufficiale, e documenta in modo fittizio gli "aspetti più oscuri" della vita di Bubbles, inclusa una "dipendenza da banane da 2000 dollari al giorno, depressione, conquiste romantiche e (sic) di una rivalità viziosa con la stella di Tarzan Cheeta". La "raccolta di voci molto personali e oneste del diario di Bubbles" uscì nell'ottobre 2009. Blake dichiarò:
(John Blake, Bubbles: My Secret Diary, From Swaziland to Neverland)